# Петропавловська сільська рада (Петропавловський район)
Петропа́вловська сільська рада (рос. Петропавловский сельский совет) — сільське поселення у складі Петропавловського району Алтайського краю Росії.
Адміністративний центр та єдиний населений пункт — село Петропавловське.

## Населення
Населення — 2512 осіб (2019; 2642 в 2010, 2861 у 2002).